# Simon Schempp
Simon Schempp, född den 14 november 1988, är en tysk skidskytt som tävlat i världscupen sedan 2008.
Schempp var som junior framgångsrik och blev bronsmedaljör i jaktstart vid junior-VM 2007 och silvermedaljör 2009 i samma distans.
Som senior deltog han vid Olympiska vinterspelen 2010 där han bara körde i det tyska stafettlaget. Laget slutade på femte plats. Tillsammans med Simone Hauswald, Magdalena Neuner och Arnd Peiffer ingick han i det tyska lag som vann VM-guld i mixstafett 2010 i ryska Chanty-Mansijsk.
Schempp hade en bra tävlingsvecka i italienska Antholz den 17-19 januari 2014 när han vann två av tre lopp. Detsamma inträffade exakt ett år sedan senare i Antholz.
Vid de olympiska skidskyttetävlingarna 2018 tog han en silvermedalj i masstarten efter Martin Fourcade som han legat så nära inpå att det krävdes målfoto för att utse en vinnare. Han tog sedan också en bronsmedalj i stafett.

## Världscupsegrar

### Individuellt (11)
| Datum            | Plats           | Land      | Disciplin |
| ---------------- | --------------- | --------- | --------- |
| 17 januari 2014  | Antholz         | Italien   | Sprint    |
| 18 januari 2014  | Antholz         | Italien   | Jaktstart |
| 18 januari 2015  | Ruhpolding      | Tyskland  | Masstart  |
| 22 januari 2015  | Antholz         | Italien   | Sprint    |
| 24 januari 2015  | Antholz         | Italien   | Jaktstart |
| 11 december 2015 | Hochfilzen      | Österrike | Sprint    |
| 17 december 2015 | Pokljuka        | Slovenien | Sprint    |
| 19 december 2015 | Pokljuka        | Slovenien | Jaktstart |
| 22 januari 2016  | Antholz         | Italien   | Sprint    |
| 19 mars 2016     | Chanty-Mansijsk | Ryssland  | Jaktstart |
| 8 januari 2017   | Oberhof         | Tyskland  | Masstart  |

### Övriga meriter
- Sex pallplatser (placering två och tre)